# Hexatoma (Eriocera) artifex
Hexatoma (Eriocera) artifex is een tweevleugelige uit de familie steltmuggen (Limoniidae). De soort komt voor in het Oriëntaals gebied.